# IC 1704
IC 1704 — галактика типу Sbc (компактна витягнута спіральна галактика) у сузір'ї Риби.
Цей об'єкт міститься в оригінальній редакції індексного каталогу.